# 懷特奧克鎮區 (阿肯色州錫巴斯琴縣)
懷特奧克鎮區（英語：White Oak Township）是位於美國阿肯色州錫巴斯琴縣的一個行政鎮區。

## 地方資料
懷特奧克鎮區的面積為37.98平方千米，當中陸地面積為37.74平方千米，而水域面積為0.24平方千米。根據2010年美國人口普查的數據，當地共有人口608人，而人口密度為每平方千米16.01人。